# Biserica de piatră din Mănăstirea Dintr-un lemn

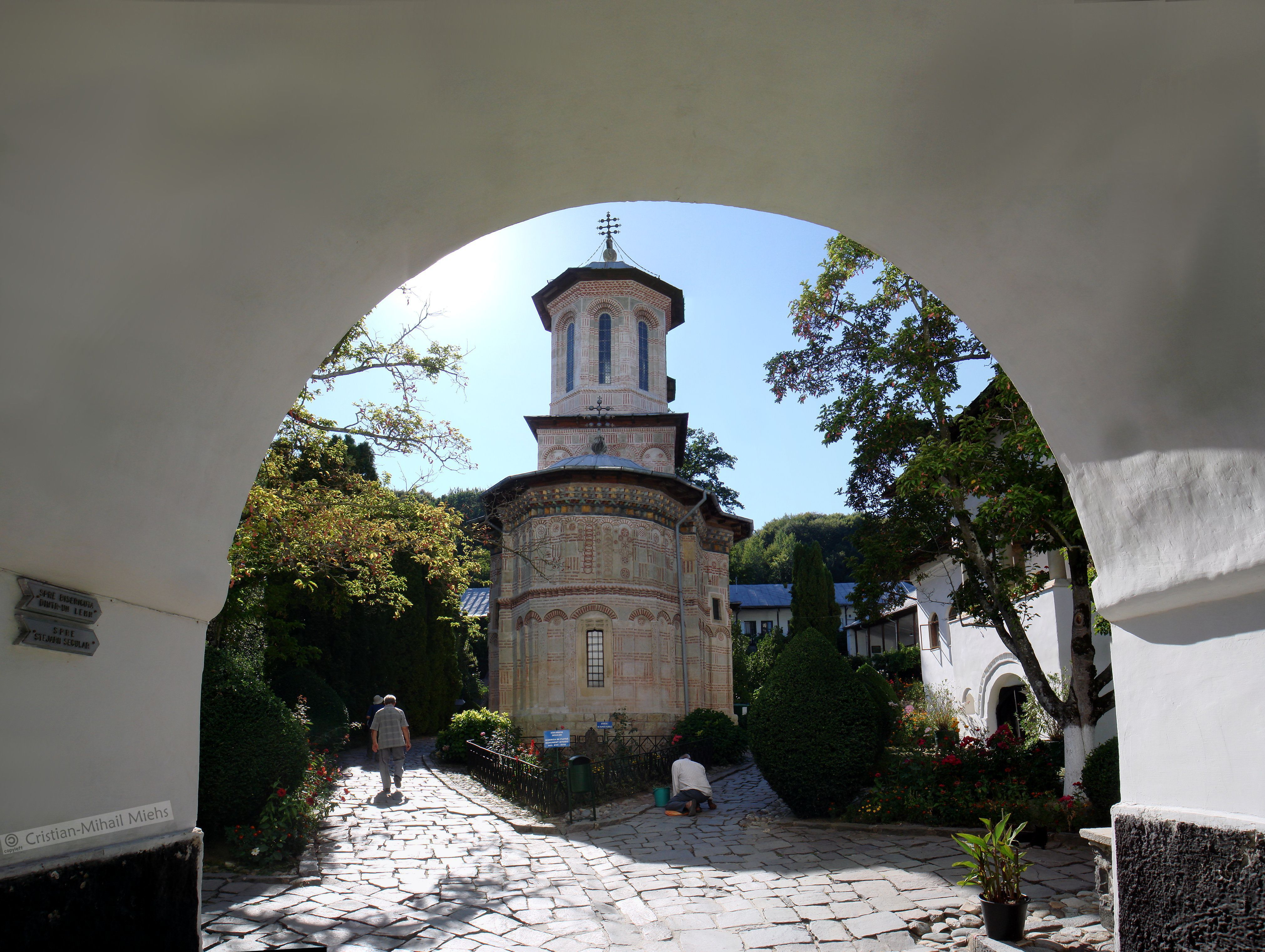
Biserica de zid "Nașterea Maicii Domnului" a Mănăstirii Dintr-un Lemn

Biserica de piatră din Mănăstirea Dintr-un lemn se află în satul Dezrobiți, comuna Frâncești, județul Vâlcea. 
Biserica, construită în incinta Mănăstirii Dintr-un Lemn este declarată monument istoric cu cod LMI VL-II-m-A-09742.01, cu denumirea Biserica "Nașterea Maicii Domnului". Este înregistrată în Repertoriul Arheologic Național cu codul 169930.01.01

## Istoric
Biserica de zid a fost zidită ”de isnoavă de’ntemei” în timpul lui Matei Basarab, fapt certificat într-o mărturie scrisă la 27 noiembrie 1640.
Anul construirii este confirmat de pisania bisericii de zid, aflată deasupra intrării principale, care datează din anul 1715, scrisă la porunca lui Ștefan Cantacuzino (1714-1716).
Pomelnicul mănăstirii, scris de Dionisie, Eclesiarhul Mitropoliei de București la anul 1804, după cel din 1715, la fila numărul 6 îl atestă ca ctitor pe Matei Basarab.
Pe baza unor documente mai recente,  se consideră că autorul celei de a doua etape constructive a Mănăstirii Dintr-Un Lemn (deci a complexului edificiilor din piatra), din care face parte în primul rând biserica de zid, nu poate fi decât însuși Preda Brâncoveanu, fost mare spătar, mare clucer, mare vornic, viitor mare ban, cel mai mare boier al vremii sale. De aceea, 
tablourile ctitorilor din pronaosul bisericii din piatră, înlăturate cu ocazia restaurării din 1926-1936, îi prezentau ca ctitori atât pe Matei Basarab cât și pe ruda sa, marele boier Preda Brâncoveanu. Pe aceste portrete votive scria: "Fondatorul Matei Voevod-Basarab și soția sa Doamna Elena, Preda vel vornic-Brâncoveanu cu Doamna Păuna, Șerban Cantacuzino cu Doamna Maria, Constantin Brâncoveanu, Papa postelnic, Elisabeta schimonahia Brâncoveancă". 
Biserica de astăzi prezintă în linii generale arhitectura lui Matei Basarab. Din punct de vedere arhitectonic biserica de zid este în plan triconc, cu altar octogonal, iar pronaosul se termină cu un pridvor pe stâlpi. 
Pe lângă icoana Sfintei Fecioare, de care este legat trecutul mânăstirii se păstrează cele două policandre de la Șerban Cantacuzino și doamna Marica Brâncoveanu, cele trei icoane mari împărătești, precum și alte 36 de icoane mai mici, zugrăvite în anii 1833-1840 de Gheorghe Gherontie de la Hurezi. 
În 1715 Ștefan Cantacuzino a restaurat în întregime clopotnița mânăstirii, situată la intrarea în incinta principală, și Casa Domnească. Și el apare într-un tablou din pridvor în postură de ctitor.
În anii 1938-1940, Ministerul Aerului și Marinei a restaurat biserica și întreg ansamblul monahal.

## Imagini

Vedere dinspre pridvor
Tablou cu primul ctitor, Matei Basarab
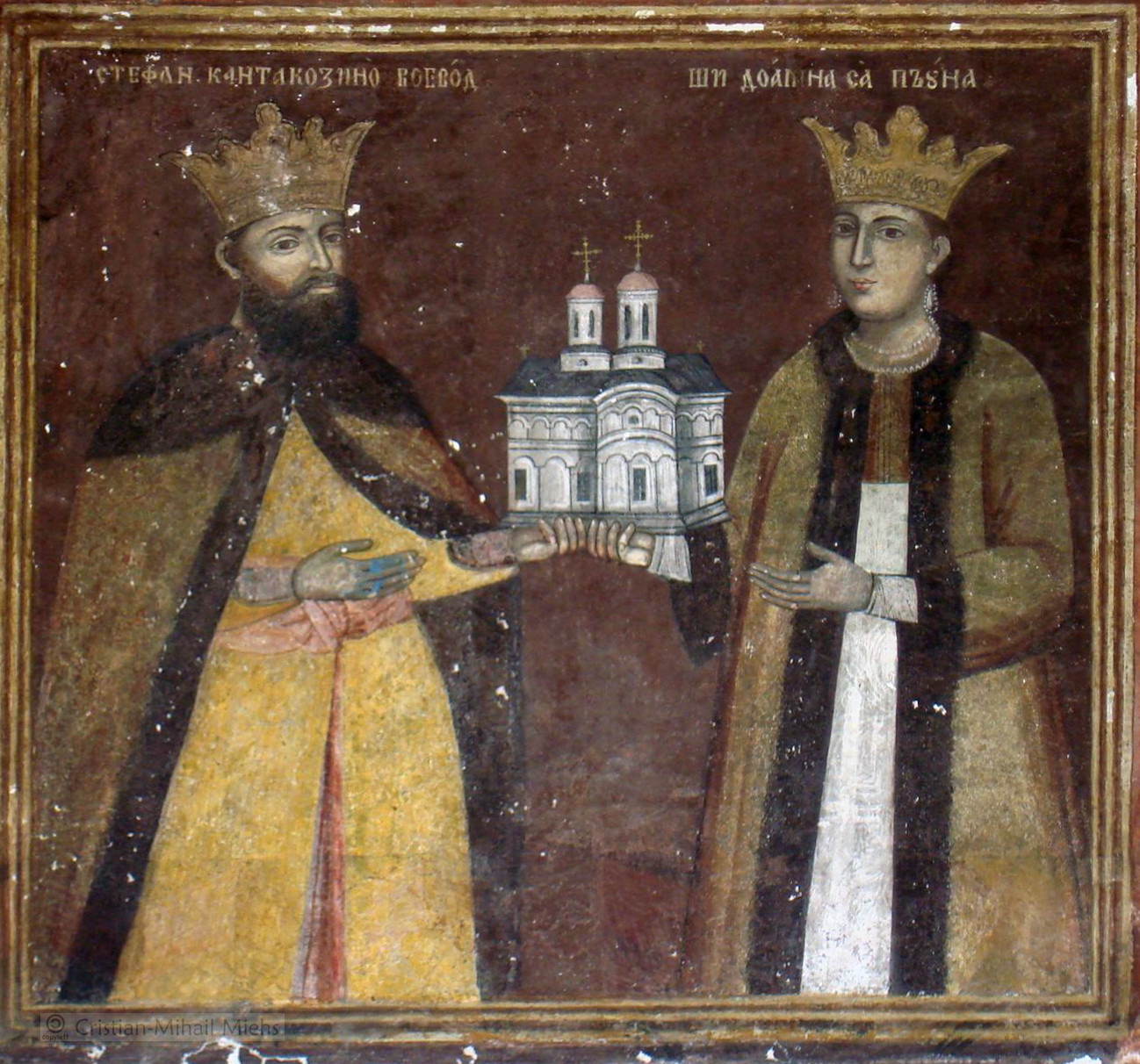
Tablou cu al doilea ctitor, Ștefan Cantacuzino
Intrarea din pridvor în biserică
Pisania
Imagine din centrul tavanului pridvorului
Imagine de deasupra scărilor de acces în pridvor
Imagine din partea stângă a pridvorului
Imagine din partea dreaptă a pridvorului